# Pinsos Ponsa
Pinsos Ponsa és una fàbrica de pinsos del terme de Calders, al Moianès situada a 678,1 metres d'altitud.
Es tracta d'una petita fàbrica d'explotació familiar situada al paratge del Vilar, al costat mateix del límit termenal amb Monistrol de Calders, on viuen els amos i treballadors d'aquesta fàbrica.
Està situada en una petita plataforma a la dreta del Calders, a l'extrem nord-oest del Vilar. En estar situat en un doble meandre del riu, aquesta fàbrica constitueix una referència paisatgística rellevant en el seu entorn.